# Zygophlebius leoninus
Zygophlebius leoninus är en insektsart som beskrevs av Navás 1910. Zygophlebius leoninus ingår i släktet Zygophlebius, och familjen Psychopsidae. Inga underarter finns listade.